# Silvio
Silvio é uma cinebiografia dramática que retrata a vida do apresentador e empresário Silvio Santos, com Rodrigo Faro no papel de Silvio. O filme é dirigido por Marcelo Antunez e foi escrito por Anderson Almeida e Newton Cannito. A produção é da Moonshot Pictures e FJ Productions, com distribuição da Imagem Filmes e Paramount Pictures. Foi lançado nos cinemas no dia 12 de setembro de 2024.

## Sinopse
Apenas 12 horas depois de ter a sua filha sob custódia de um sequestrador, o influente comunicador Sílvio Santos (Rodrigo Faro) enfrenta um obstáculo ainda mais complicado: sua casa é invadida e ele é mantido como refém por sete horas. Percebendo que sua vida está em risco, o apresentador precisa lutar para proteger sua família e seu legado enquanto encara de frente um dos momentos mais desafiadores da sua vida. Durante o sequestro que marcou o Brasil, ele busca refúgio nos distantes pensamentos de toda sua trajetória, que começou quando era apenas um adolescente de 14 anos trabalhando como camelô.

## Lançamento
O filme foi divulgado pela primeira vez por Rodrigo Faro no Programa Silvio Santos, em dezembro de 2018. Na ocasião, Faro comentou sobre o início das gravações, previsto para 2019.
Originalmente intitulado "Silvio Santos - O Sequestro", o lançamento do filme estava agendado para janeiro de 2020, mas foi adiado três vezes. Inicialmente, o adiamento foi para o final de 2020, mas, devido à pandemia de COVID-19, o filme não foi lançado.
Após três anos sem novidades, em abril de 2024, a Imagem Filmes finalmente divulgou o primeiro trailer do filme.
Em 17 de agosto, após o falecimento de Silvio Santos, o filme foi adiado mais uma vez, por uma semana. O filme foi lançado no dia 12 de setembro de 2024, com vendas de ingressos liberadas a partir de 9 de setembro, em todos os cinemas do Brasil.
Em 7 de novembro de 2024, o filme foi disponibilizado para aluguel ou compra em plataformas digitais como YouTube, Prime Video e Apple TV, permitindo que você adquira o filme na plataforma desejada e assista de casa. Em 3 de janeiro de 2025, foi disponibilizado para streaming no catálogo digital da Max.

## Recepção

### Bilheteria
A bilheteria do filme Silvio ficou muito abaixo do esperado. Sendo o primeiro longa lançado após a morte do apresentador, esperava-se um interesse maior do público. No entanto, as críticas e a falta de semelhança entre Rodrigo Faro e Silvio Santos não despertaram a atenção esperada. Mesmo durante a Semana do Cinema no Brasil, quando os ingressos para todos os filmes custavam apenas R$ 12, Silvio não conseguiu atrair um grande público em sua estreia, abrindo apenas na oitava posição da bilheteria com 51 mil ingressos e faturando R$ 685 mil, muito aquém das expectativas. O filme acumulou cerca de R$ 1,4 milhão em bilheteria, um valor muito inferior ao orçamento de R$ 7 milhões, com 99 mil espectadores.

### Críticas e análises
| Críticas profissionais | Críticas profissionais |
| Avaliações da crítica  | Avaliações da crítica  |
| Fonte                  | Avaliação              |
| ---------------------- | ---------------------- |
| Folha de S.Paulo       | 3 de 5 estrelas.       |
| Delfos                 | 3 de 5 estrelas.       |
| Cine Set               | 2 de 5 estrelas.       |
| Chippu                 | 2 de 5 estrelas.       |
| Canal 90               | 1.5 de 10 estrelas.    |

O filme Silvio recebeu opiniões mistas do público e da crítica especializada.
Inácio Araujo, da Folha de S.Paulo, aponta que o filme evita temas controversos, focando no sequestro de Silvio Santos e em sua interação com o sequestrador Fernando, revelando traços de sua personalidade. Rodrigo Faro é elogiado por sua interpretação, e os flashbacks que retratam a infância de Silvio agradam aos fãs. Apesar das falhas na segunda metade, com exageros na direção de arte e no melodrama, o filme destaca valores como lealdade e honra, equilibrando seus defeitos e qualidades.
O jornal O Tempo também observa que o filme evita assuntos controversos, como a vida financeira e política de Silvio Santos, concentrando-se no sequestro para explorar sua personalidade. A relação entre Silvio e o sequestrador Fernando é central, com o apresentador utilizando sua habilidade de comunicação para negociar e acalmar o jovem. O filme inclui flashbacks da vida de Silvio, mas a segunda metade apresenta exageros na direção de arte e no tom melodramático. Ainda assim, a obra ressalta valores como lealdade e honra, oferecendo uma visão positiva do apresentador.
Gabrielle Torquato, do portal Estrelando, destacou que o filme tem o sequestro de Silvio Santos como ponto principal da narrativa, mas mistura drama e comédia de forma que enfraquece a tensão. A tentativa de usar o sequestro para contar outros aspectos da vida de Silvio, como sua infância e carreira, é considerada forçada e irrealista. Os diálogos são vistos como superficiais, e, apesar do esforço de Faro, sua imagem muito familiar dificulta a aceitação no papel. No entanto, o filme é divertido e nostálgico, especialmente em um momento em que muitos brasileiros lamentam a morte do apresentador.
Guilherme Guidorizzi, do Purepeople, ressalta que o longa, estrelado por Rodrigo Faro, foca mais em Senor Abravanel do que na figura televisiva de Silvio Santos, principalmente no período em que ele foi sequestrado em sua casa. O filme não explora momentos icônicos da carreira do apresentador, como sua participação no carnaval e a fundação do SBT. Embora traga momentos tensos e divertidos, destacando a interação com o sequestrador, comete erros históricos e omite passagens importantes, como a relação de Silvio com funcionários e eventos marcantes de sua trajetória.

## Elenco

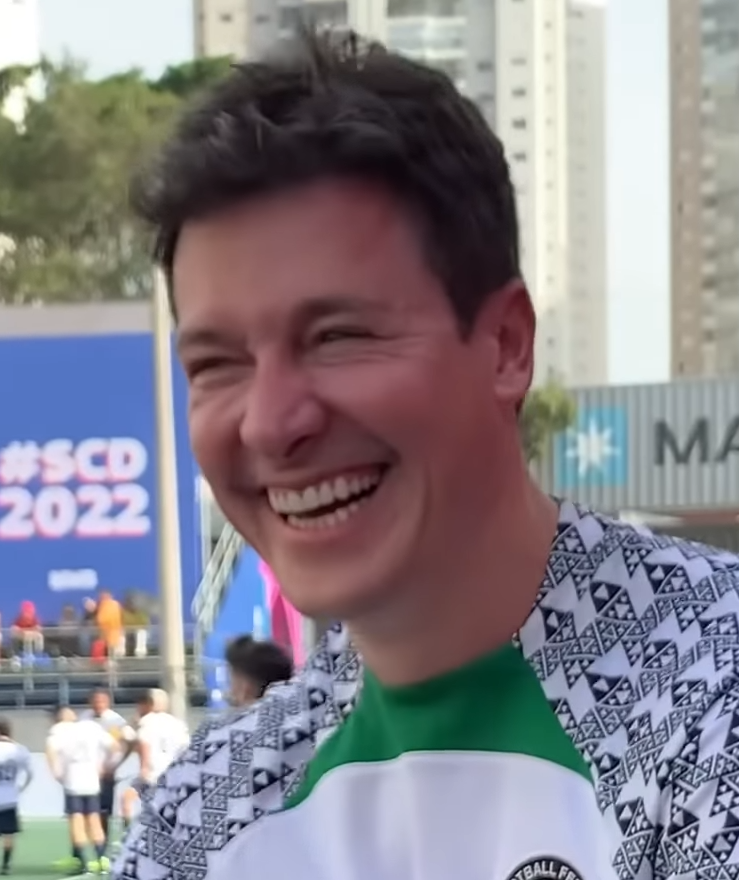
Rodrigo Faro interpreta Silvio Santos

| Intérprete         | Personagem                |
| ------------------ | ------------------------- |
| Rodrigo Faro       | Silvio Santos             |
| Vinícius Ricci     | Silvio Santos (1954-1963) |
| Felipe Castro      | Silvio Santos (1947-1950) |
| Nilton Bicudo      | Silvio Santos (Jovem)     |
| Paulo Gorgulho     | Coronel Haroldo           |
| Poliiana Aleixo    | Patrícia Abravanel        |
| Johnnas Oliva      | Fernando Dutra Pinto      |
| Suzy Rêgo          | ela mesma                 |
| Chris Couto        | ela mesma                 |
| Duda Mamberti      | Manuel de Nóbrega         |
| João Bourbonnais   | Alberto Abravanel         |
| Oscar Filho        | Alberto Abravanel (Jovem) |
| Marjorie Gerardi   | Cidinha Abravanel         |
| Eduardo Reyes      | Gibran                    |
| Bruna Aiiso        | Delegada Civil Laura      |
| Lara Córdulla      | Silvana Martins           |
| Adriana Londoño    | Íris Abravanel            |
| Jhessica Daher     | Rebeca Abravanel          |
| Rhayssa Martins    | Renata Abravanel          |
| Ana Paula Lopez    | Cintia Abravanel          |
| Adriana Agra       | Daniela Abravanel         |
| Miriam Braga       | Silvia Abravanel          |
| Ricardo Oshiro     | Jonas                     |
| Bruna Tatar        | Amiga da Patrícia         |
| Adriano Bolshi     | Investigador Rubens       |
| Edmilson Cordeiro  | Dono do bar               |
| Norival Rizzo      | Delegado Oswaldo          |
| Luciano Bortoluzzi | Geraldo Alckmin           |
| Thamiris Mandú     | Repórter Maria            |
| Fernanda Viacava   | Dona da pensão            |
| Acauã Sol          | Policial Carlos           |
| Rodrigo Fernandes  | Carlos Imperial           |
| Nicolas Trevijano  | Distribuidor de bebidas   |